# Man With No Name
Martin Friland (engl. Martin Freeland), poznatiji kao Man With No Name, britanski je goa trens DJ. Bio je tehno producent 1980-ih, a proslavio se tek početkom 1990-ih. Za pesmu „Way Out West“ je korišćen sempl iz filma Dobar, loš, zao.

## Spoljašnje veze
- Zvanični sajt
- Diskografija na Discogs